# La noia de l'agulla
La noia de l'agulla (títol original en danès, Pigen med nålen) és una pel·lícula de drama històric dirigida per Magnus von Horn amb guió del mateix von Horn i de Line Langebek. S'ha doblat i subtitulat al català.
La pel·lícula va ser seleccionada per competir per la Palma d'Or al 77è Festival de Cannes, on es va estrenar el 15 de maig de 2024. Va rebre l'aclamació de la crítica i va ser escollida com una de les millors pel·lícules internacionals del 2024 per la National Board of Review.
Ha estat nominada a la millor pel·lícula en llengua estrangera a la 82a edició dels Globus d'Or i el 23 de gener de 2025 va ser nominada a la millor pel·lícula de parla no anglesa a la 97a edició dels premis Oscar que se celebrarà el 2 de març del mateix any.

## Càsting
| Actor/Actriu      | Personatge |
| ----------------- | ---------- |
| Vic Carmen Sonne  | Karoline   |
| Trine Dyrholm     | Dagmar     |
| Besir Zeciri      | Peter      |
| Joachim Fjelstrup | Jørgen     |
| Tessa Hoder       | Frida      |
| Avo Knox Martin   | Erena      |
| Anders Hove       | El Jutge   |
| Ari Alexander     | Svendsen   |

## Producció
The Girl with the Needle és el tercer llargmetratge de Magnus von Horn després de The Here After (2015) i Sweat (2020). La història està vagament inspirada en la història real de l'assassina en sèrie Dagmar Overbye, que va manipular mares en situacions precàries perquè deixessin els seus fills d'embarassos no desitjats a les seves mans. Posteriorment aquestes criatures adoptades per Overbye eren assassinades. Va ser condemnada a mort el 1921, però finalment se li va commutar la pena per la cadena perpètua. Avui en dia Overbye segueix sent l'assassina més prolífica de Dinamarca.
El director va definir la pel·lícula com un "conte de fades per a adults".

## Estrena
L'estrena europea de Pigen med nålen va ser el 15 de maig de 2024 en el marc del Festival de Cannes 2024. Al Nord-amèrica el llargmetratge es va estrenar en el marc del 49è Festival Internacional de Cinema de Toronto el 5 de setembre del mateix any. A Espanya està previst que la pel·lícula arribi als cinemes el 21 de març de 2025.

## Recepció

### Reconeixements
| Premi                                 | Data                   | Categoria                                      | Notes                                                                                      | Resultat   | Ref.          |
| ------------------------------------- | ---------------------- | ---------------------------------------------- | ------------------------------------------------------------------------------------------ | ---------- | ------------- |
| 97enna Gala dels Premis Oscar         | 2 de març de 2025      | Millor pel·lícula de parla no anglesa          | Dinamarca                                                                                  | Pendent    | [ 19 ]        |
| Premis Golden Reel                    | 23 de febrer de 2025   | Millor So - Categoria internacional            | Morten Pilegaard, Oskar Skriver, Christian Roed Dalsgaard, Patrick Ghislain, Julien Naudin | Pendent    | [ 20 ]        |
| Globus d'Or                           | 5 de gener de 2025     | Millor pel·lícula de parla no anglesa          | The Girl with the Needle                                                                   | Nominació  | [ 21 ]        |
| European Film Awards                  | 7 de desembre de 2024  | Actriu europea                                 | Trine Dyrholm                                                                              | Nominació  | [ 22 ] [ 23 ] |
| European Film Awards                  | 7 de desembre de 2024  | Actriu europea                                 | Vic Carmen Sonne                                                                           | Nominació  | [ 22 ] [ 23 ] |
| European Film Awards                  | 7 de desembre de 2024  | Guionista europeu                              | Magnus von Horn Line Langebek                                                              | Nominació  | [ 22 ] [ 23 ] |
| European Film Awards                  | 7 de desembre de 2024  | Disseny de producció europeu                   | Jagna Dobesz                                                                               | Guanyador  | [ 24 ] [ 25 ] |
| European Film Awards                  | 7 de desembre de 2024  | Banda sonora original europea                  | Frederikke Hoffmeier                                                                       | Guanyador  | [ 24 ] [ 25 ] |
| Camerimage                            | 23 de novembre de 2024 | Golden Frog                                    | Michał Dymek                                                                               | Guanyadora | [ 26 ] [ 27 ] |
| Festival de cinema europeu de Sevilla | 16 de novembre de 2024 | Millor Direcció                                | Magnus von Horn                                                                            | Guanyadora | [ 28 ]        |
| Festival de cinema europeu de Sevilla | 16 de novembre de 2024 | Millor actriu                                  | Trine Dyrholm                                                                              | Guanyadora | [ 28 ]        |
| Festival de cinema europeu de Sevilla | 16 de novembre de 2024 | Millor fotografia                              | Michał Dymek                                                                               | Guanyadora | [ 28 ]        |
| Festival de cinema europeu de Sevilla | 16 de novembre de 2024 | Millor direcció artística                      | Jagna Dobesz                                                                               | Guanyadora | [ 28 ]        |
| Gdynia Film Festival                  | 27 de setembre de 2024 | Polish Film Abroad Festivals And Reviews Award | Magnus von Horn                                                                            | Guanyadora | [ 29 ]        |
| Gdynia Film Festival                  | 27 de setembre de 2024 | Young Jury Award                               | Magnus von Horn                                                                            | Guanyadora | [ 29 ]        |
| Gdynia Film Festival                  | 27 de setembre de 2024 | Arthouse Cinemas Network Award                 | Magnus von Horn                                                                            | Guanyadora | [ 29 ]        |
| Gdynia Film Festival                  | 27 de setembre de 2024 | Journalists Award                              | Magnus von Horn                                                                            | Guanyadora | [ 29 ]        |
| Gdynia Film Festival                  | 27 de setembre de 2024 | Best Casting Award                             | Tanja Grunwald                                                                             | Guanyadora | [ 29 ]        |
| Gdynia Film Festival                  | 28 de setembre de 2024 | Silver Lions                                   | The Girl with the Needle                                                                   | Guanyadora | [ 30 ]        |
| Gdynia Film Festival                  | 28 de setembre de 2024 | Millor actriu secundària                       | Trine Dyrholm                                                                              | Guanyadora | [ 30 ]        |
| Gdynia Film Festival                  | 28 de setembre de 2024 | Millor fotografia                              | Michał Dymek                                                                               | Guanyadora | [ 30 ]        |
| Gdynia Film Festival                  | 28 de setembre de 2024 | Millor música                                  | Frederikke Hoffmeier                                                                       | Guanyadora | [ 30 ]        |
| Gdynia Film Festival                  | 28 de setembre de 2024 | Millor direcció artística                      | Jagna Dobesz                                                                               | Guanyadora | [ 30 ]        |
| Gdynia Film Festival                  | 28 de setembre de 2024 | Millor disseny de vestuari                     | Małgorzata Fudala                                                                          | Guanyadora | [ 30 ]        |
| Festival de Cinema de Cannes          | 25 de maig de 2024     | Palma d'Or                                     | Magnus von Horn                                                                            | Nominació  | [ 31 ]        |